# Le Compagnon de voyage
Pour plus de détails, voir Fiche technique et Distribution.
Le Compagnon de voyage (Vandronik) est un film fantastique du réalisateur tchécoslovaque Ludvík Ráža sorti en 1990. L'histoire est inspirée du conte de Hans Christian Andersen du même nom. C'est une co-production tchécoslovaque, ouest-allemande, italienne et française. Le scénario est l’œuvre de Ludvík Ráža et Michael Schulz.

## Synopsis
À la mort de son père, Jean seul et démuni doit quitter la maison de son père. Il fait la rencontre d'un vieux compagnon de route aux pouvoirs étranges. Jean attiré par l'annonce faite aux « riches comme aux pauvres » consistant à répondre aux devinettes de la princesse Agnès se rend avec son compagnon de voyage au château de la princesse prétendu ensorcelé. Les prétendants à la récompense (le trône, la main de la princesse et un vœu) s'exposent en cas d'erreur à être changés en statues de pierre. Pour être récompensé, il suffit de deviner à quoi pense la princesse... Jean remporte les épreuves grâce à sa générosité et son courage.

## Fiche technique
- Titre : Le compagnon de voyage
- Titre original : O Janovi a podivuhodném příteli
- Réalisateur : Ludvík Raža
- Scénario : Ludvik Ráza et Michael Schulz d'après le conte Le Compagnon de voyage de Hans Christian Andersen
- Musique : Petr Hapka
- Photographie :	Jiří Macak
- Montage : Petr Svoboda
- Pays de production :  Tchécoslovaquie,  Allemagne,  France,  Italie,  Autriche
- langue originale :	tchèque, allemand
- Genre : Aventure et fantastique
- Durée : 89 minutes
- Année de parution : 1990

## Distribution
- Tomás Valík : Jean
- Fritz Bachschmidt : le compagnon
- Eva Vejmělková : la princesse Agnès
- Matthias Habich : Magnus, le sorcier
- Sergio Fiorentini : le roi
- Josef Kemr : le vieux domestique du roi
- Mapi Galán : la sorcière